# Arkadia (symbol)

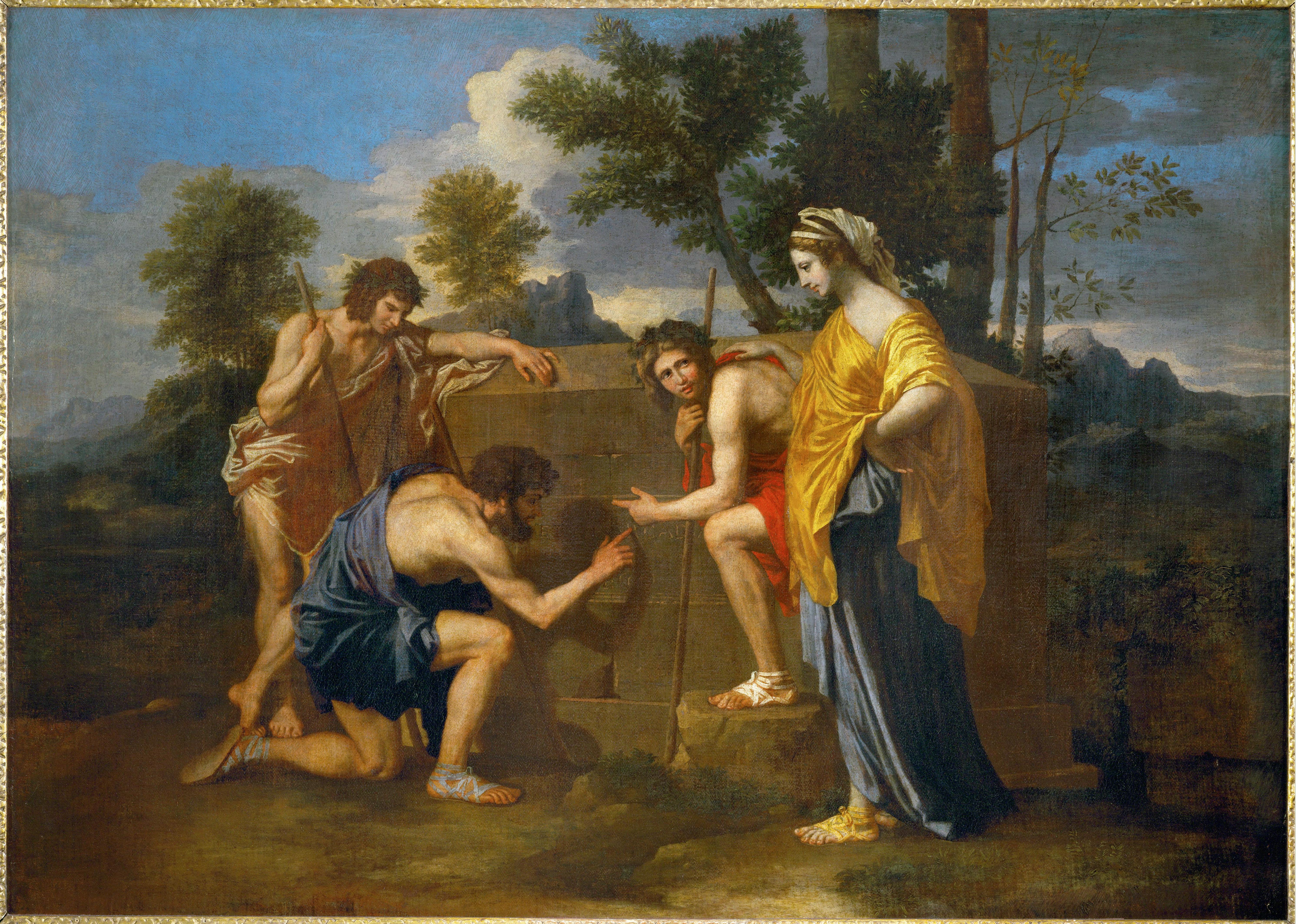
Et in Arcadia ego Nicolasa Poussina

Arkadia – fikcyjna kraina, uważana przez poetów za krainę wiecznego szczęścia – ziemski raj, symbol wyidealizowanej krainy spokoju, ładu, sielankowej, wiecznej szczęśliwości i beztroski.

## Symbol Arkadii w literaturze
Arkadia, jako kraina szczęśliwości, pozbawiona trosk i chorób została po raz pierwszy przedstawiona w Bukolikach Wergiliusza. Za sprawą romansu pasterskiego Arkadia włoskiego poety Jacopa Sannazzara z 1504, rodzaj alegorycznej powieści stał się popularną formą, toposem w literaturze europejskiej. W 1590 roku sir Philip Sidney napisał romans Arkadia. W 1607 zaś ukazał się pierwszy tom wpływowej powieści „rustykalnej” w konwencji arkadii pasterskiej Astrea Honoré d'Urfé.
W literaturze nowożytnej symbol Arkadii często sprowadzał się do domu, w którym panuje spokój i harmonia. W literaturze polskiej motyw Arkadii przejawia się u Adama Mickiewicza w Panu Tadeuszu (obraz Soplicowa), Cypriana Kamila Norwida w wierszu Moja piosnka II (utracona ojczyzna), Bolesława Prusa w "Lalce" (Zasławek), Bruno Schulza w Sklepach cynamonowych (świat widziany oczami dziecka) oraz u Czesława Miłosza w Dolinie Issy, gdzie utracona ziemia została przyrównana do Arkadii.
Arkadia jako symbol pojawiała się również w pracach Plauta, Pliniusza, Persjusza i Rabelais’go odnośnie do zwierząt arkadyjskich. O Arkadii pisze także w swoim cyklu Ulysses Moore, Pierdomenico Baccalario,

## Symbol Arkadii w sztuce

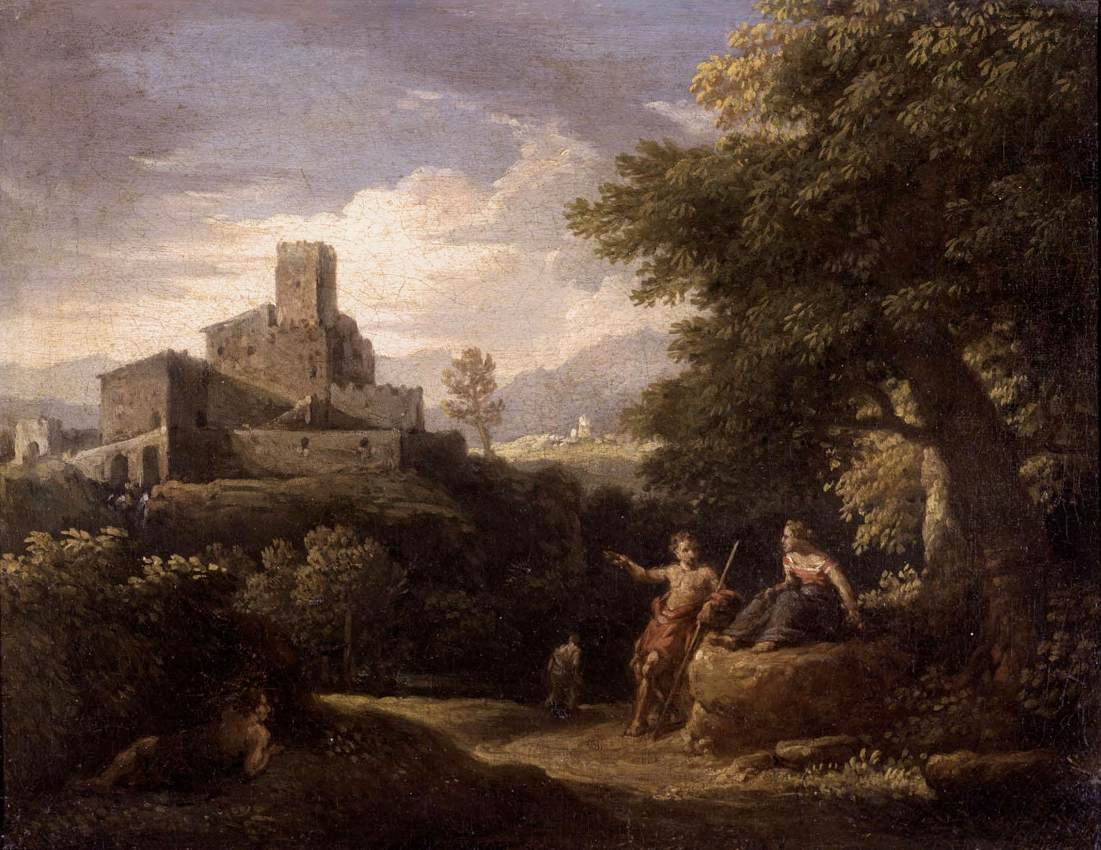
Krajobraz Arkadii Jana Fransa van Bloemena

Motyw Arkadii podejmowany był przez malarzy. Występowała jako symbol szczęśliwego życia często w połączeniu z symbolem przemijającego życia – trupią czaszką. Zestawienie symboli oznaczało, iż w każdym, nawet idealnie szczęśliwym życiu, śmierć jest tym, co nieuniknione.
Włoski malarz Bartolomeo Schedoni (1559-1615) na swoim obrazie umieścił sentencję łacińską et in Arcadia ego (i ja (żyłem) w Arkadii), której znaczenie było często podejmowane przez innych późniejszych malarzy.
Motyw Arkadii przedstawiany był również przez innych malarzy:
- Nicolas Poussin – Et in Arcadia Ego (olej na płótnie, lata 1637–1639, 185 × 121 cm, Luwr),
- Jan Frans van Bloemen – Arcadian Landscape (olej na płótnie, 32 × 42 cm),
- Giovanni Francesco Barbieri – Et in Arcadia Ego (olej na płótnie 1618-1622, 82 × 91 cm),
- Joshua Reynolds (1723-1792)
- Aubrey Beardsley (1872–1898) – Et in Arcadia Ego (rysunek czarnym tuszem, wydany w The Savoy, nr 8, Londyn, 1896).